# Pogoń Prudnik (wielosekcyjny klub sportowy)
Pogoń Prudnik – wielosekcyjny polski klub sportowy z siedzibą w Prudniku. W swojej historii posiadał sekcje: piłki nożnej, motocyklową, tenisa stołowego, szachową, hokeja na lodzie, bokserską, lekkoatletyczną, siatkówki (kobiet i mężczyzn), koszykówki, pływacką (z piłką wodną), piłki ręcznej, brydża sportowego i narciarską.
Nazwa i herb klubu nawiązywały do tradycji Pogoni Lwów. Od 1946 do 1990 klub był związany z miejscowymi Zakładami Przemysłu Bawełnianego „Frotex”. W latach 50. XX wieku występował pod nazwą Włókniarz Prudnik. Od lat 90. sekcje piłki nożnej i koszykówki funkcjonują jako osobne kluby jednosekcyjne.

## Piłka nożna

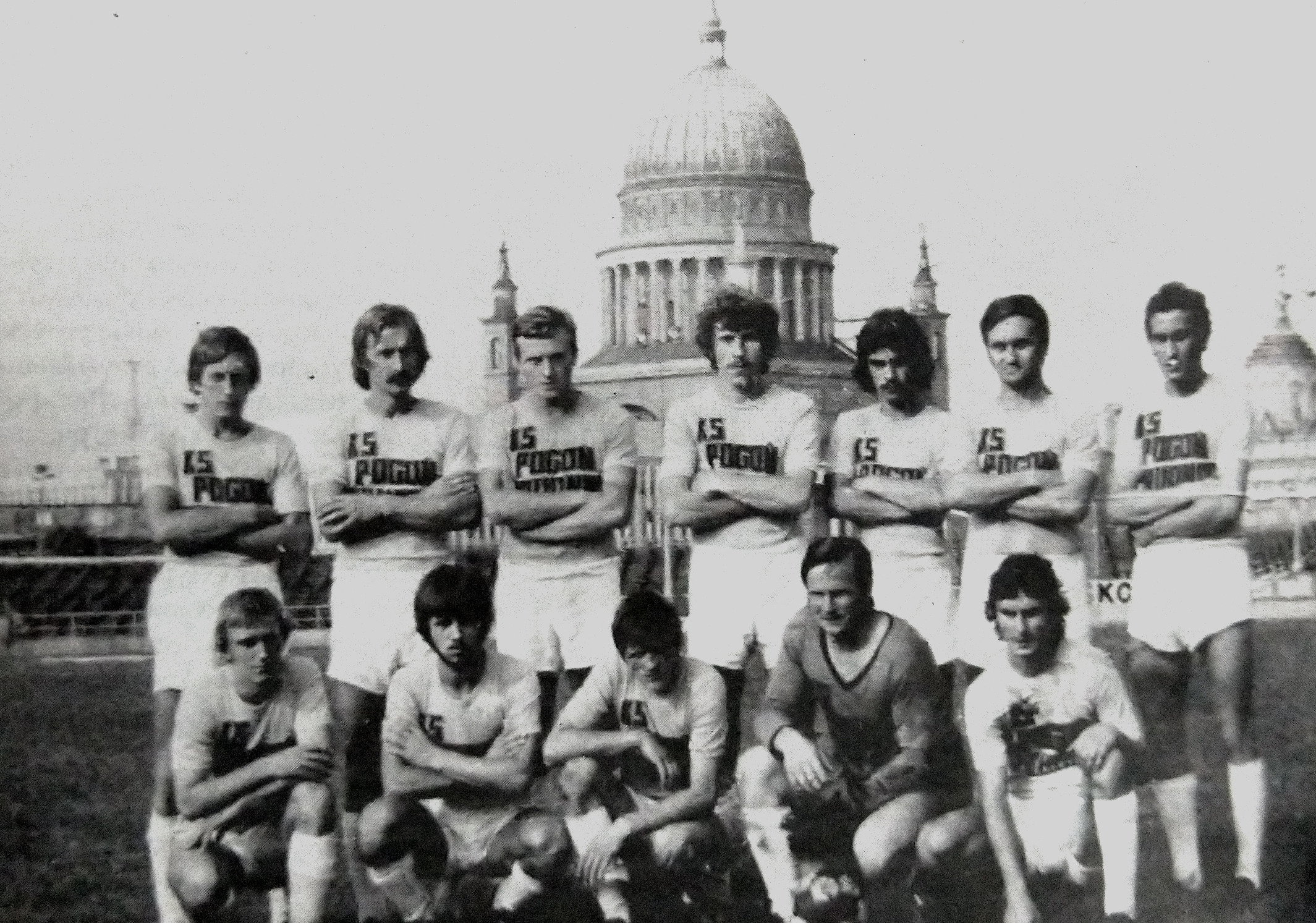
Piłkarze Pogoni Prudnik w Poczdamie w 1977

Pogoń Prudnik została założona 15 września 1945 jako klub piłki nożnej. Dzień po rejestracji klubu, 16 września 1945, Pogoń rozegrała swój pierwszy mecz przeciwko reprezentacji miejscowego garnizonu Armii Czerwonej, przegrywając 0:6. Pogoń zakwalifikowała się do rozgrywek klasy A, prowadzonych przez Okręg Zabrze.
W maju 1947 Pogoń rozegrała swoje pierwsze mecze międzynarodowe przeciwko drużynom z Czechosłowacji, remisując z klubem Slavia Frývaldov (Jesionik) i wygrywając z SK Cukmantl (Zlaté Hory). 28 czerwca 1948 Pogoń pokonała na swoim boisku Polonię Bytom, występującą wówczas w I lidze. W lipcu 1948 Pogoń Prudnik zdobyła pierwsze miejsce na II Igrzyskach Włókniarzy w Łodzi, wygrywając 1:0 z ŁKS Łódź, 2:1 z Koroną Kraków i remisując z Widzewem Łódź i Włókniarzem Pabianice.
Jako triumfator opolskiego pucharu okręgowego w 1950, klub przystąpił do rozgrywek Pucharu Polski. Odpadł z rozgrywek w 1/32 finału, przegrywając 2:3 ze Stalą Ib Poznań. W 1952 zdobył tytuł mistrza Opolszczyzny i miał przystąpić do rozgrywek II ligi w przyszłym sezonie, jednak w związku z reorganizacją II ligi klub ostatecznie znalazł się w III lidze makroregionalnej.
W I rundzie Pucharu Polski 1961/1962 Pogoń zwyciężyła 1:0 przeciwko Arce Gdynia, a w II rundzie przegrała 1:5 z Karkonoszami Jelenia Góra. Sezon klub zakończył na pierwszym miejscu w opolskiej lidze okręgowej i awansował do baraży o II ligę. W eliminacjach zajął ostatnie miejsce w grupie z Olimpią Poznań, Dębem Katowice i Górnikiem Thorez Wałbrzych, i nie uzyskała awansu.

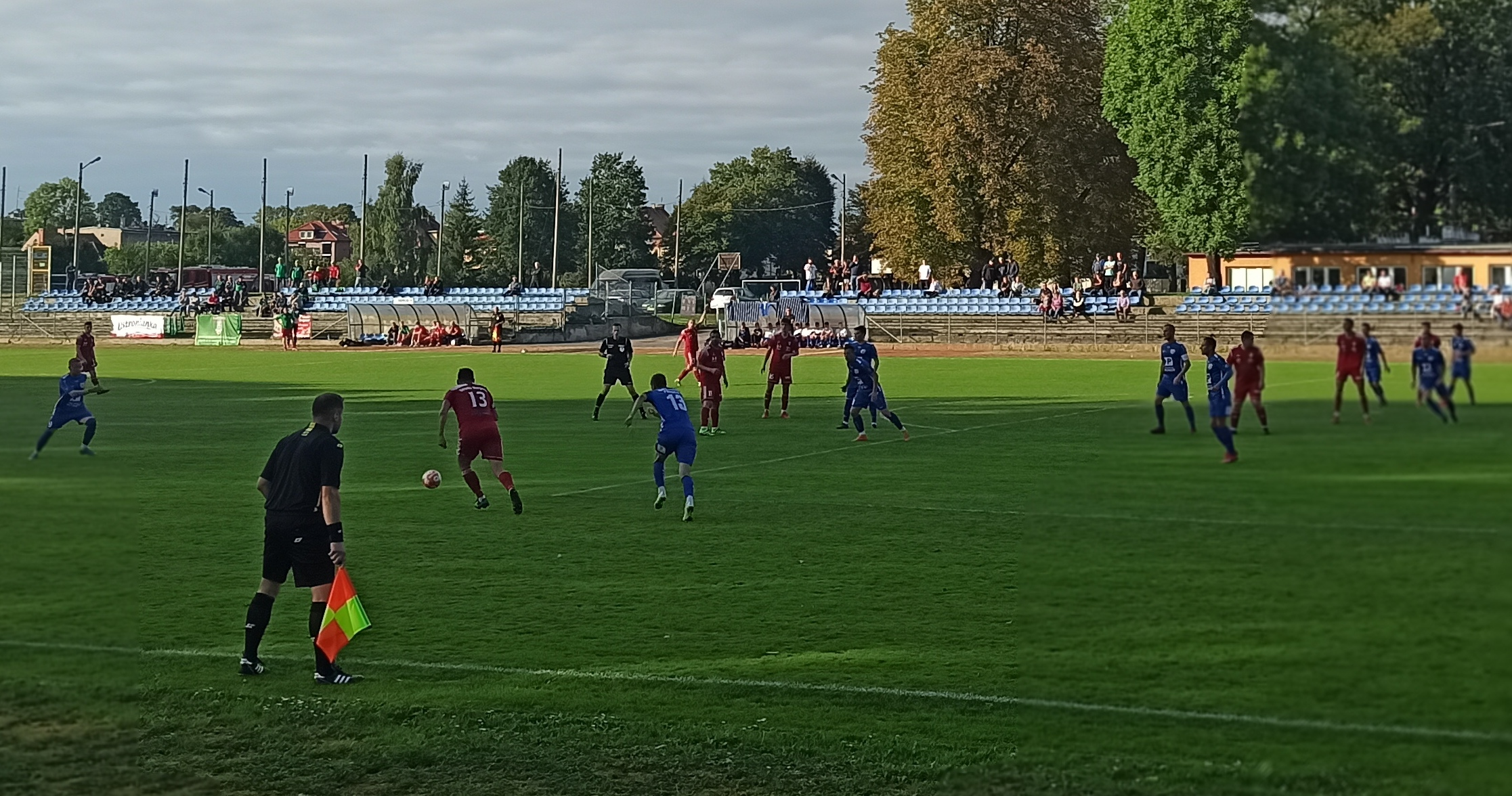
Mecz Pogoni Prudnik z Odrzanką Dziergowice (2021)

Pod koniec 1966, w Pucharze Polski na szczeblu centralnym Pogoń pokonała w I rundzie Victorię Wałbrzych 2:0, a w II przegrała z Unią Oświęcim w rzutach karnych 3:4. W październiku 1967 Pogoń Prudnik, jako jeden z sześciu zasłużonych klubów na Opolszczyźnie, została odznaczona przez Główny Komitet Kultury Fizycznej „Medalem 100-lecia Sportu Polskiego”.
W sezonie 1973/1974 Pogoń Prudnik ponownie została mistrzem Opolszczyzny i wzięła udział w rozgrywkach Pucharu Polski. Odpadła w I rundzie, przegrywając w rzutach karnych 2:4 z Urunią Ruda Śląska.
Po 1990 sekcje piłki nożnej i koszykówki stawały się coraz bardziej autonomiczne. 17 stycznia 1994 powstał jednosekcyjny klub piłki nożnej MKS Pogoń Prudnik, zarejestrowany 17 lutego tego samego roku.

## Sekcja motocyklowa
Motocyklowy Klub Sportowy w Prudniku został założony 31 lipca 1946 z inicjatywy Czechowskiego i Kuśnierza. Należało do niej 25 osób. We wrześniu 1946 drugie miejsce w zawodach motocyklowych „Grand Prix” w Katowicach zdobył Jaworski – zawodnik prudnickiego klubu. Wysokie, piąte miejsce zdobył kolejny motocyklista klubu – Lichota. Prudniczanie brali następnie udział w wyścigach w Katowicach, Zabrzu, Bytomiu, Gliwicach i Poznaniu, a także w Czechosłowacji. Klub został włączony do Pogoni Prudnik i od tej pory stanowił jej sekcję motocyklową.
W latach 50. XX wieku sekcja posiadała około 90 zawodników.

## Tenis stołowy

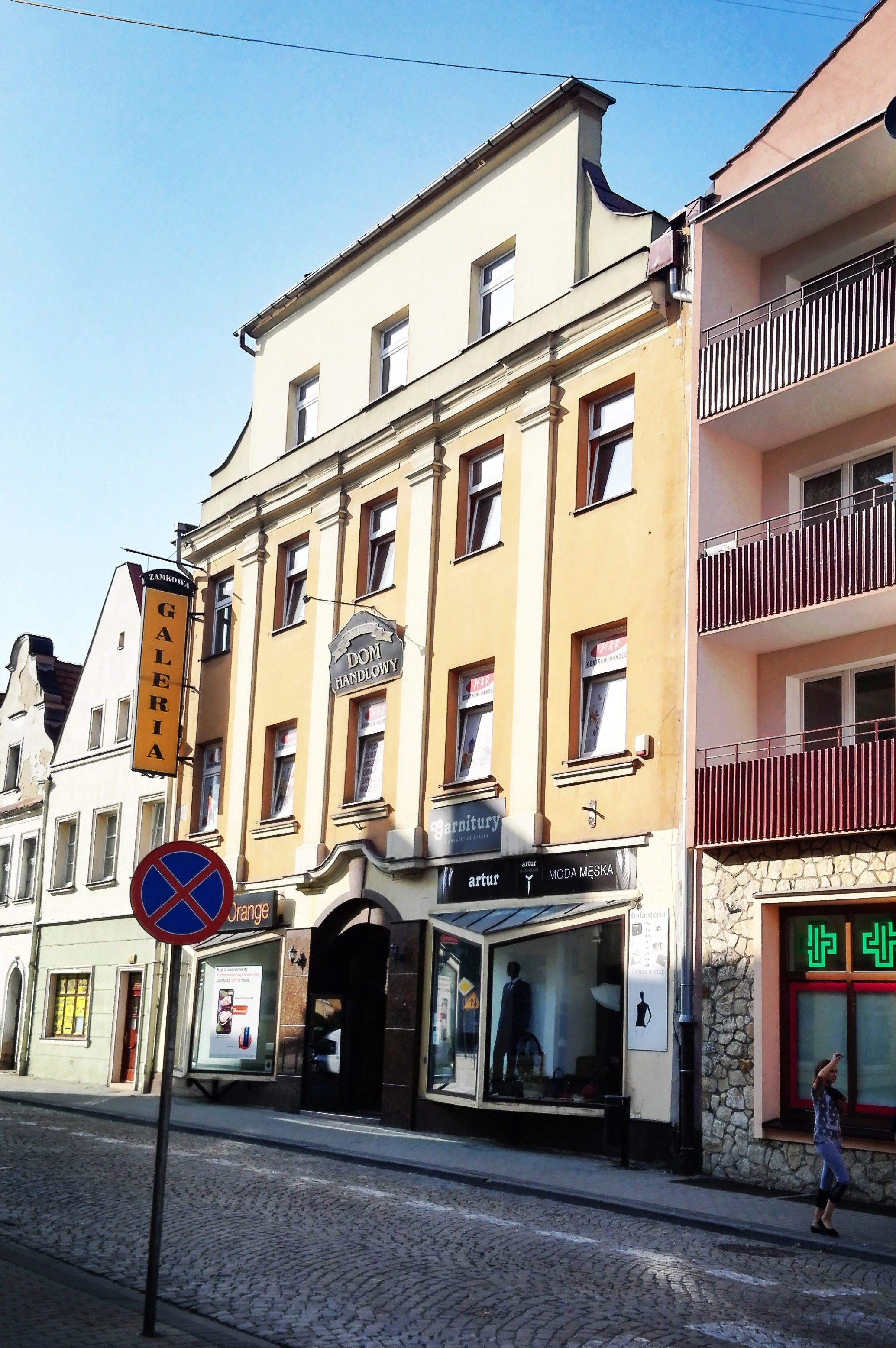
Kamienica przy ul. Zamkowej 2

Sekcja tenisa stołowego Pogoni Prudnik powstała 18 października 1946. Jej założycielem i kierownikiem był Stanisław Święch. Treningi sekcji odbywały się w świetlicy przy ul. Zamkowej 2 w Prudniku. Pierwszy mecz tenisa stołowego w Prudniku odbył się 2 listopada 1946 przeciwko Sudetom Nysa. 12 stycznia 1946 Pogoń Prudnik zajęła drugie miejsce w zawodach o mistrzostwo Związku Tenisa Stołowego grupy XI Opole. Do końca lat 40. XX wieku tenisiści stołowi Pogoni Prudnik występowali w rozgrywkach klasy A. Po utworzeniu województwa opolskiego w 1950 brali udział w rozgrywkach ligi opolskiej.
W latach 50. XX wieku Pogoń występowała w klasie A, klasie wojewódzkiej i klasie wydzielonej. W 1956 klub zajął szóste miejsce w tabeli międzywojewódzkiej ligi katowicko-opolskiej. Rok później występował w I lidze okręgowej opolskiej, w której sezon zakończył na czwartym miejscu na dziewięć zespołów. W 1958 Pogoń została zdegradowana do klasy A, po czym sekcja tenisa stołowego została rozwiązana.

## Szachy
Sekcja szachów Pogoni Prudnik została założona w grudniu 1946. Jej organizatorem i pierwszym kierownikiem był Kazimierz Zubik. Spotkania szachistów odbywały się w budynku klubowym przy ul. Zamkowej 2. Pierwsze rozgrywki szachowe w Prudniku odbyły się w sali restauracji przy ul. Kościuszki pomiędzy drużyną miejscowej straży więziennej i sekcją Pogoni. Zakończyły się wynikiem 8:2 dla Pogoni. Drugie spotkanie, zorganizowane w świetlicy Pogoni, między szachistami Pogoni i Stowarzyszeniem Kupców Polskich, zakończyły się przegraną Pogoni 2:3. W kolejnych latach sekcja została rozwiązana.
W 1954 sekcję reaktywowano z inicjatywy Juliusza Kuszkę. W sezonie 1954 klub przystąpił do rozgrywek ligi okręgowej. W 1957/1958 zakwalifikował się do finału wojewódzkiego, w którym zajął czwarte miejsce w tabeli. Brązowym medalistą mistrzostw Opolszczyzny był Juliusz Kuszko z prudnickiego klubu.
W sezonie 1961 Pogoń utrzymała pozycję lidera grupy II klasy A (liga okręgowa). Po przegranym meczu ze Startem Olesno, który był liderem grupy I, Pogoń Prudnik zdobyła wicemistrzostwo Opolszczyzny. W rozgrywkach ligowych w następnym sezonie lokalnym rywalem Pogoni był Start Prudnik. W sezonie 1963 Pogoń uplasowała się na pierwszym miejscu w tabeli ligi okręgowej.
W dniach 17–27 marca 1963 w Prudniku rozegrano Indywidualne Mistrzostwa Opolszczyzny. Trzech zawodników Pogoni: Stanisław Ćwiąkała, Juliusz Kuszko i Stanisław Janocha zdobyli kolejno złoty, srebrny i brązowy medal mistrzostw. W sezonie 1963/1964 klub zajął drugie miejsce w klasie A. W sezonie 1967 klub awansował do ligi okręgowej. Andrzej Wyrwisz wziął udział w mistrzostwach Polski, zajmując 12. miejsce w kategorii juniorów.
W sezonie 1970/1971 Pogoń wycofała się z rozgrywek ligi szachowej z powodu braku lokalu do prowadzenia działalności sportowej.

## Hokej na lodzie

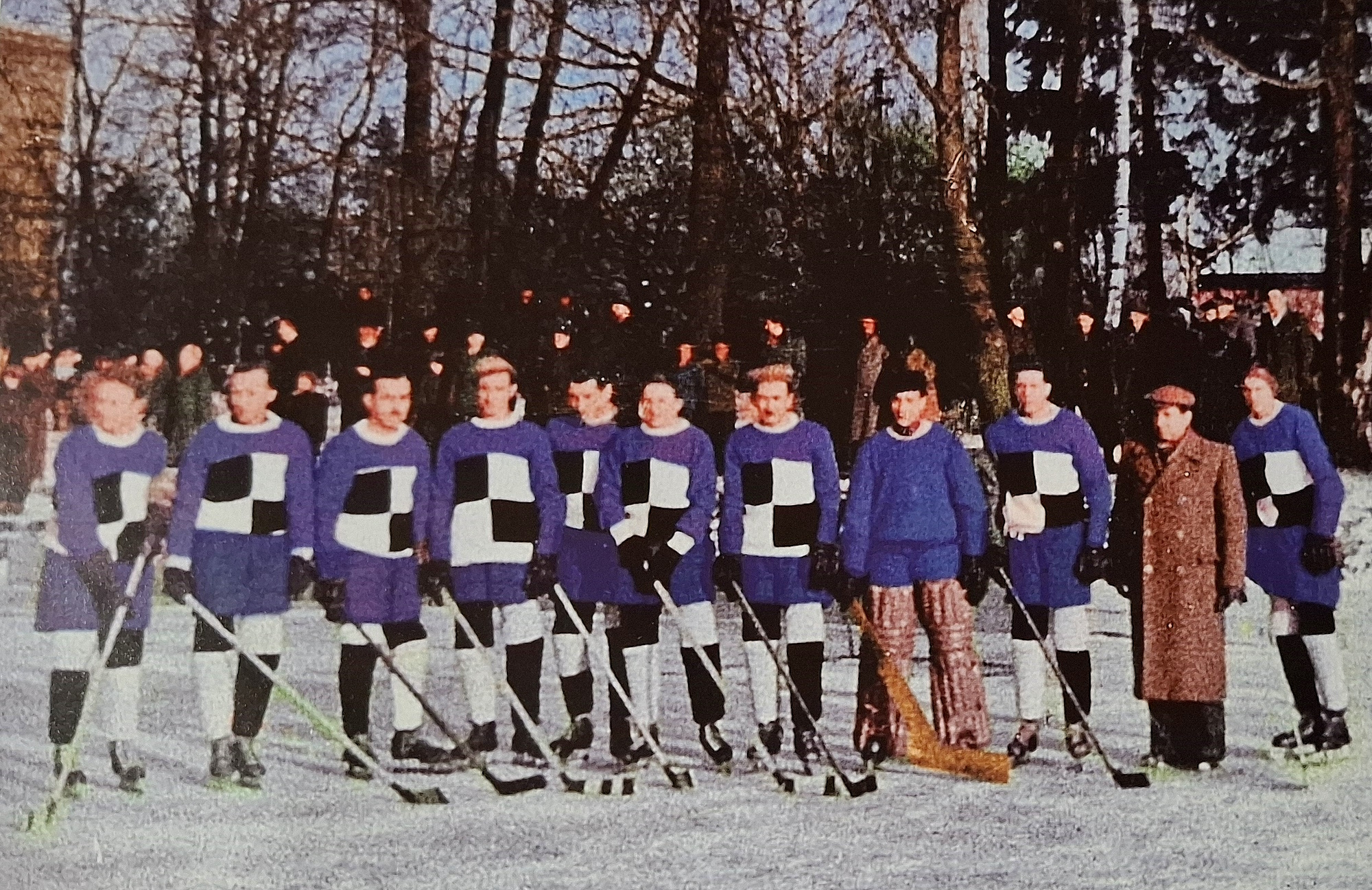
Zawodnicy sekcji hokejowej Pogoni Prudnik (1948)

Sekcja hokeja na lodzie Pogoni Prudnik powstała 15 stycznia 1947 z inicjatywy Karola Witnera. W 1951 zajęła piąte miejsce na sześć w Mistrzostwach Polski Włókniarzy w Łodzi. Zgłosiła się do rozgrywek zorganizowanej w 1954 ligi wojewódzkiej. Był to wówczas trzeci poziom ligowy w Polsce. Sekcja hokejowa Pogoni Prudnik liczyła wówczas 12 zawodników.
W 1960 rozgrywki Okręgu Opolskiego zostały podzielony na dwie klasy rozgrywkowe. Pogoń Prudnik znalazła się w lidze okręgowej, nazywanej też klasą A. W 1961 wzięła udział w turnieju o puchar Opolskiego Okręgowego Związku Hokeja na Lodzie na Toropolu. W 1965 sekcja zdobyła mistrzostwo Opolszczyzny juniorów.
Jednym z zawodników klubu był Stanisław Szozda.

## Boks

Afisz zapowiadający zawody bokserskie pomiędzy Włókniarzem Prudnik i Związkowcem Brzeg (1949)

Sekcja bokserska Pogoni Prudnik została założona w styczniu 1947 przez braci Zbigniewa i Romana Kowalskich. Pięściarze klubu trenowali w sali przy ul. Zamkowej 2. Sekcja rozegrała swój pierwszy mecz 15 lutego 1948 przeciwko KS Otmuchów. W kwietniu tego samego roku Śląski Okręgowy Związek Bokserski przyjął Pogoń do rozgrywek pięściarskich na sezon 1948/1948. Klub został przypisany do klasy B, grupy II.
W 1951 w Prudniku odbyły się eliminacje Mistrzostw Polski Włókniarzy w boksie. W walkach półfinałowych centralnych mistrzostw w Łodzi Pogoń zdobyła czwarte miejsce. W sezonie 1952 Pogoń walczyła z Gwardią Opole, z którą miała równą ilość punktów, o mistrzostwo województwa i awans do II ligi. Po trzech meczach rywalizację rozstrzygnięto na korzyść Gwardii. W maju 1954 dwóch pięściarzy Pogoni Prudnik zdobyło tytuł mistrza województwa na indywidualnych mistrzostwach rozegranych w Prudniku. Po reorganizacji rozgrywek w 1956 Pogoń występowała w klasie A.
W październiku 1961 sekcja pięściarska została rozwiązana. Reaktywowano ją w maju 1972. Od 1976 posiadała drużynę seniorów i przystąpiła do rozgrywek ligi okręgowej wrocławsko-opolskiej. Z powodu problemów szkoleniowo-kadrowych i finansowych, w sierpniu 1978 zarząd klubu ponownie rozwiązał sekcję.
Zawodnikami sekcji byli m.in. Janusz Zarenkiewicz i Jan Prosowicz.

## Lekkoatletyka
Sekcja lekkoatletyki Pogoni Prudnik powstała w 1948. Jej organizatorem i pierwszym kierownikiem był Władysław Guteńko. Lekkoatleci trenowali na Stadionie Miejskim. 29 kwietnia 1948 sekcja zorganizowała w Prudniku bieg na przełaj, w trzech konkurencjach. W 1953 Szafraniec – lekkoatleta Pogoni – został mistrzem Opolszczyzny w pchnięciu kulą, uzyskując 10,09 metra. Większość zawodników sekcji rekrutowano z Technikum Rolniczego w Prudniku.
13 października 1963 Pogoń Prudnik zdobyła tytuł mistrza drużynowej ligi lekkoatletycznej międzypowiatowej, zapewniając sobie awans do ligi okręgowej. W 1967 trenerami sekcji byli Aleksander Zaczyński i Jan Gruszczyński. W 1969 sekcja została rozwiązana przez brak chętnych działaczy do jej prowadzenia.
W reprezentacji Polski występowały zawodniczki sekcji lekkoatletyki Pogoni Prudnik: Halina Gabor i Maria Pikuła.

## Siatkówka
Sekcja piłki siatkowej Pogoni Prudnik powstała w 1948 z inicjatywy inżyniera Markowskiego. W latach 1948–1951 rywalizacja odbywała się w ramach federacji i pionów branżowych. Drużyna siatkarska Pogoni zdobywała wysokie miejsca w rozgrywkach federacji, lokując się na pozycjach mistrza i wicemistrza. Reprezentowała miasto na olimpiadach włókniarzy w Łodzi, na których dwukrotnie zdobyła czwarte miejsce. W 1951 sekcja została rozwiązana. W sezonie 1953/1954 sekcja została reaktywowana. W tymże sezonie zdobyła mistrzostwo męskiej klasy B i uzyskała awans do klasy A. W sezonie 1954 drużyna zajęła ostatnie miejsce w tabeli klasy A i została rozwiązana.
W 1960 zarząd klubu zgłosił do rozgrywek Okręgowego Związki Piłki Siatkowej sekcje siatkówki kobiet i mężczyzn. Obie drużyny wystąpiły w klasach A, w których ulokowały się na czwartych miejscach w tabeli. W latach 1960–1961 kierowniczką sekcji żeńskiej była Barbara Bączkowska, a opiekunem i kierownikiem sekcji mężczyzn Wincenty Kołodziej. W sezonie 1962/1963 drużyna siatkarzy zdobyła pierwsze, a drużyna siatkarek drugie miejsce w tabelach klas A, dzięki czemu obie drużyny uzyskały awans do lig okręgowych. W sezonie 1963/1964 obie drużyny zajęły przedostatnie miejsca w tabelach swoich lig. Drużyna mężczyzn utrzymała się w lidze, a drużyna kobiet została zdegradowana do klasy A.
W marcu 1970 drużyna siatkarzy Pogoni Prudnik awansowała do gier o mistrzostwo województwa. Mistrzem został klub KKS Kluczbork. Po sezonie 1972/1973 drużyna mężczyzn spadła z ligi okręgowej do klasy A. W 1974 sekcja została rozwiązana przez brak zainteresowania siatkówką wśród miejscowej młodzieży.
W sezonie 1979/1980 reaktywowana drużyna siatkówki kobiet Pogoni Prudnik przystąpiła do rozgrywek klasy A pod szyldem Międzyszkolny Klub Sportowy Prudnik. Od sezonu 1981/1982 siatkarki grały w lidze wojewódzkiej. Po zakończeniu rundy zasadniczej sezonu 1982/1983 Pogoń Prudnik uzyskała awans do ligi międzywojewódzkiej pokonując MKS Paczków. W następnym sezonie klub zajął ostatnie miejsce w tabeli ligi międzywojewódzkiej.
Sezon 1990/1991 klasy wojewódzkiej drużyna siatkarek Pogoni zakończyła na pierwszym miejscu w tabeli i ponownie uzyskała awans do ligi międzywojewódzkiej. W następnym sezonie, po rozegraniu pierwszej rundy klub wycofał się z rozgrywek. Sekcja piłki siatkowej została rozwiązana przez problemy finansowe.
We wrześniu 2012 Stowarzyszenie Prudnickiej Piłki Siatkowej założyło klub SPPS RO-NAT GSM Prudnik. Drużyna została zgłoszona do rozgrywek III ligi opolskiej. W 2016 doszło do fuzji SPPS Prudnik z Pogonią Prudnik. Od tej pory drużyny mężczyzn i kobiet występowały pod szyldem Pogoni.

## Koszykówka

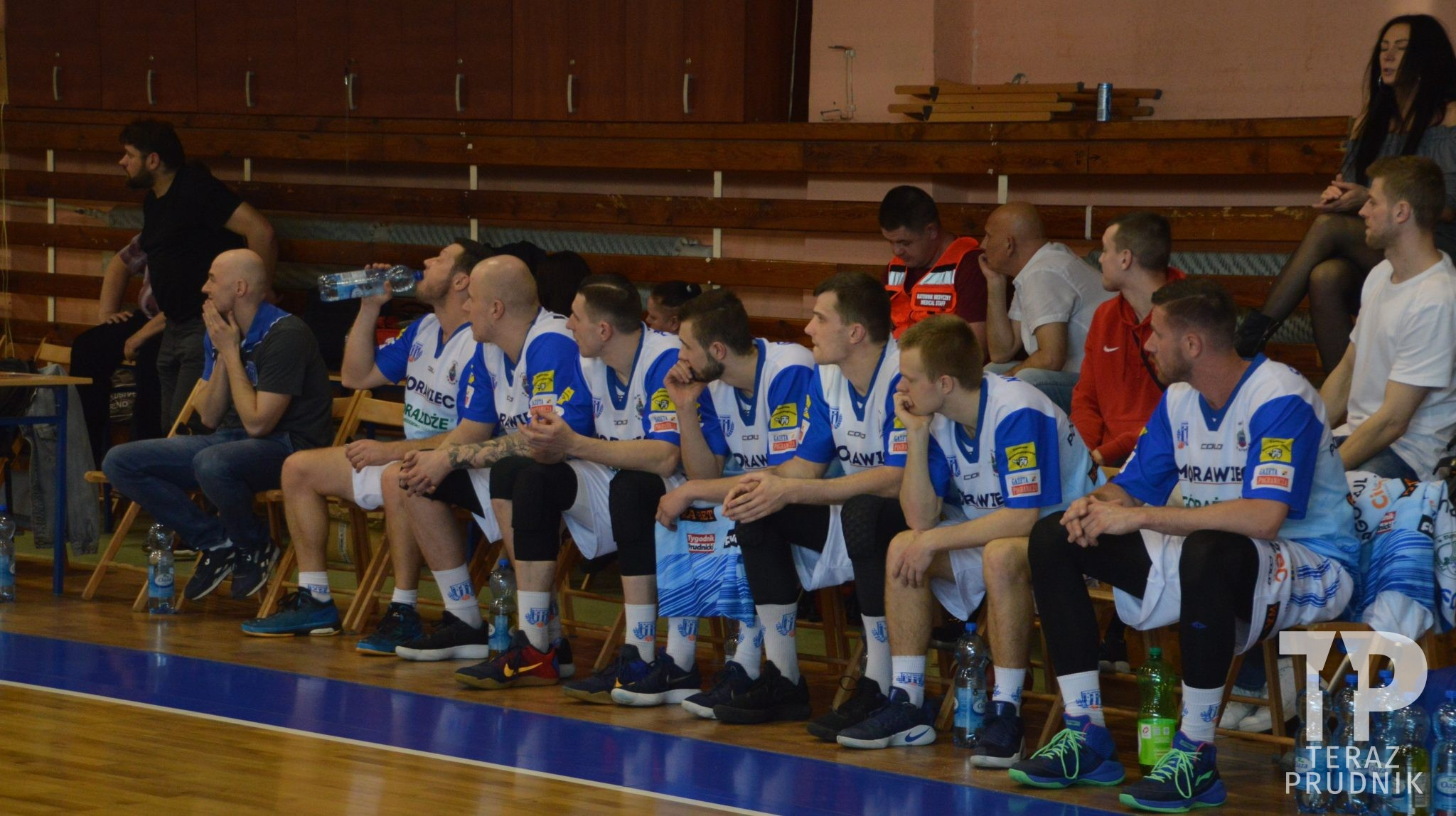
Koszykarze Pogoni Prudnik (2018)

Sekcja koszykarska Pogoni Prudnik została założona 26 października 1954 przez Janusza Barana. Od 1993 stanowi sekcję autonomiczną. Klub występował w rozgrywkach I ligi. W 1987 wygrał Mistrzostwa Polski młodzików.

## Pływanie
Sekcja pływacka Pogoni Prudnik została założona w 1955 z inicjatywy Zbigniewa Knutera i Eugeniusza Durlika. W pierwszym roku istnienia klubu Danuta Baraniuk zdobyła tytuły mistrzyni Polski juniorów oraz mistrzyni włókniarzy, a piłkarze wodni zdobyli mistrzostwo Opolszczyzny. Klub zajął dziewiąte miejsce w III lidze wrocławsko-opolskiej.
W 1956 klub zdobył wicemistrzostwo Opolszczyzny. W sezonie 1963 pływacy Pogoni zajęli drugie miejsce na wojewódzkiej spartakiadzie. W 1966 Pogoń zajęła 36. miejsce w mistrzostwach Polski młodzików. W 1968 dwóch zawodników klubu – Bezdzietna i Kulpa – zdobyło tytuł mistrza Opolszczyzny. W 1971 działalność sekcji pływackiej została zawieszona.
Jedną z zawodniczek klubu była Danuta Zachariasiewicz.

## Piłka ręczna
Sekcja piłki ręcznej Pogoni Prudnik powstała w 1964 jako męska drużyna juniorów. Jej pierwszym kierownikiem był Tadeusz Malec. Klub brał udział w rywalizacji o mistrzostwo Opolszczyzny. W 1968, pod naciskiem Powiatowego Komitetu Kultury Fizycznej w Prudniku, drużyna została wycofana z rozgrywek. W jej miejscu miała powstać sekcja szermierki.
Sekcja została reaktywowana w 1973 pod kierownictwem Doroty Bilons. W tymże roku sekcja liczyła 22 zawodników. Treningi odbywały się na boisku Szkoły Podstawowej nr 4. Na sezon 1973/1974 drużyna została zgłoszona do rozgrywek opolskiej klasy A. Pierwszą rundę zakończyła z bilansem trzech zwycięstw (z LZS Domecko, LZS Objazda i LZS Dąbrowa Namysłowska) i dwóch porażek (z Gwardią II Opole i Unią Głuchołazy). Pogoń zakończyła rozgrywki o Puchar Prezesa Sekcji Piłki Ręcznej Wojewódzkiej Federacji Sportu na czwartym miejscu w klasyfikacji. Na zakończenie sezonu klub zdobył tytuł mistrza klasy A grupy I i awansował do ligi okręgowej.
Z powodu braku odpowiedniego boiska w Prudniku, drużyna Pogoni zmuszona była rozgrywać zawody w pobliskim Łączniku. Sezon 1974/1975 zakończyła na siódmym miejscu w tabeli ligi okręgowej. W czerwcu i lipcu 1975, w ramach obchodów 30-lecia Pogoni Prudnik, drużyna piłkarzy ręcznych wzięła udział w turnieju z Kolejarzem Opole i OVVZKG Ostrava z Czechosłowacji. W sezonie 1975/1976 Pogoń zajęła drugie miejsce w tabeli ligi okręgowej.
28 czerwca 1977 zarząd klubu zawiesił działalność sekcji piłki ręcznej ze względu na problemy finansowe. Sekcja rozegrała pożegnalny mecz towarzyski z Unią Głuchołazy, zakończony remisem.

## Brydż sportowy
Sekcja brydża sportowego Pogoni Prudnik powstała w 1971. W maju 1971 klub wziął udział w finałowych zawodach mistrzostw Opolszczyzny par. W tym samym roku Pogoń zdobyła mistrzostwo ligi okręgowej i uczestniczyła w turnieju o wejście do II ligi. Zajęła w nim trzecie miejsce, nie uzyskując awansu.
W 1972 sekcja liczyła 12 brydżystów. W rozgrywkach ligi okręgowej Pogoń zajęła drugie miejsce i ponownie bezskutecznie wzięła udział w turnieju barażowym o II ligę. Także w 1972 klub wygrał turniej o Puchar Związków Zawodowych. 28 października 1973 klub zdobył Puchar Polskiego Związku Brydża Sportowego Okręgu Opolskiego. Rozgrywki ligowe klub zakończył na czwartej pozycji w tabeli. Zawodnicy Pogoni Alfred Hampel i Zygmunt Wojas zdobyli pierwsze miejsce w turnieju 80 par w konkursie brydżowym w Sławie Śląskiej. Hampel i Eugeniusz Ziemski zdobyli drugie miejsce w Ogólnopolskim turnieju brydżowym z udziałem 210 par.
W 1974 Pogoń zajęła drugie miejsce w tabeli ligi okręgowej. W tymże roku zdobyła tytuł młodzieżowych mistrzostw Polski. W sezonie 1975 brydżyści Pogoni zajęli pierwsze miejsce w Pucharze Polski na szczeblu Okręgu Opolskiego. Na szczeblu centralnym, w ćwierćfinale Pucharu Polski, Pogoń Prudnik pokonała Górnik Bytom, Baildon Katowice i Gwardię Wrocław. W półfinale, który odbył się w Prudniku, klub pokonał Marymont Warszawa i Resovię Rzeszów. Przez porażkę z Lotnikiem Wrocław Pogoń nie weszła do finału Pucharu Polski.
W 1976 Pogoń Prudnik ponownie zdobyła Puchar Polski szczebla wojewódzkiego. Następnie startowali w finałach Pucharu Polski w Katowicach. W 1977 drużyna zdobyła pierwsze miejsce w lidze okręgowej, a następnie wygrała turniej o awans do II ligi. Po awansie, w 1978 sekcja liczyła 15 zawodników. Klubowi nie udało się utrzymać w II lidze i w sezonie 1978/1979 wrócił do ligi okręgowej.
W 1979 Pogoń zajęła drugie miejsce w półfinale szczebla centralnego Pucharu Polski. Sekcja brydża sportowego została zawieszona i wycofana z rozgrywek z początkiem 1980. Część zawodników sekcji kontynuowało grę w klubie Ottokar Głogówek oraz w Prudnickim Klubie Brydżowym.